# St. Charles (Arkansas)
St. Charles est une municipalité du comté d'Arkansas, dans l’État de l'Arkansas aux États-Unis.

## Démographie
| 1880 | 1890 | 1920 | 1930 | 1940 | 1950 |
| ---- | ---- | ---- | ---- | ---- | ---- |
| 73   | 128  | 200  | 245  | 412  | 313  |

| 1960 | 1970 | 1980 | 1990 | 2000 | 2010 |
| ---- | ---- | ---- | ---- | ---- | ---- |
| 255  | 201  | 199  | 169  | 261  | 230  |